# ところにより、雨
『ところにより、雨』（ところにより、あめ）は、赤川次郎による日本の短編小説。1977年（昭和52年）に雑誌掲載された（出版は1978年6月）本格推理小説である。
宇野警部と女子大生の夕子を主人公にした「幽霊シリーズ」の一つ。赤川の最初期の作品でまだジュブナイル（ヤングアダルト向け）要素は薄く、シリーズ中でも特に本格色が強い。

## あらすじ
晴れた日に都内のＴ大学の地下書庫へ通じる階段の下で、研究生・青木の死体が発見される。なぜか遺体は傘を持ち、ゴム長靴を履き、レインコートを着ていた。第二（助手・中野）・第三（大学理事・川島未亡人）の事件も他の場所で連続して起きるが、やはり雨でもないのに傘を持ち、長靴を履いて、レインコート姿だった。宇野刑事と大学生・夕子の幽霊コンビが謎に挑む。

## 登場人物
- 宇野喬一 - 「幽霊コンビ」と呼ばれる主人公二人組。警視庁捜査一課の警部。
- 永井夕子 - 同。今どきの快活な女子大生。
- 原田刑事 - 宇野の部下。だみ声の刑事。
- 青木研究員 - Ｔ大学文学部の院生。傘・レインコート・長靴を大学の書庫に置き傘（雨具）していた。
- 青木治子 - 亡くなった青木の妻。青木とは同じ研究室に所属していた。黒いワンピースで小柄な体。宇野曰く喪服が唆るとの寸評。
- 中野助手 - 同じくＴ大学文学部の川島研究室の助手。第二の被害者。やはり雨具三点を着用して死んでいた。
- 川島教授 - 同研究室の助教授[1][2]。端正な顔でやや長髪で上品な雰囲気。女子学生に人気。
- 川島芳子 - 川島教授の養母。夫（川島教授の父）は既に他界している。実業家だった先代のひとり娘でまだ若く美しい。大変な金持ちでＴ大学の理事。着ていたレインコートも傘も長靴も見るからにいたって高級品。

## 提示される謎
- 連続殺人（本命のターゲットは誰か）
- ホワイ・ダニット（なぜ被害者はみな雨支度なのか）

## 映像化
1981年4月11日、テレビ朝日系「土曜ワイド劇場」』で「幽霊シリーズ」第五話『迷探偵コンビ潜入せよ！幽霊学園祭』として放送された。

### 配役
- 永井夕子（女子大生探偵） - 浅茅陽子
- 宇野喬一（迷刑事・警部） - 田中邦衛
- 警視庁捜査一課長（宇野の上司） - 小沢栄太郎

## 書誌情報
- 「ところにより、雨」『オール読物』1977年10月号 文藝春秋
- 『幽霊列車』（第四話 ところにより、雨）1978年6月 文藝春秋（単行本）
- 『幽霊列車』（ところにより、雨）1981年8月 文春文庫
- 『幽霊列車』（ところにより、雨）2016年1月  文春文庫【新装版】 山前譲 解説 ISBN 978-4-790-530-9